# Avimimus
Avimimus ("oponašatelj ptica", lat. avis = ptica + mimus = oponašatelj) je bio rod maniraptora nalik na ptice koji su živjeli u današnjoj Mongoliji u periodu kasne krede, prije oko 70 milijuna godina.
Vrsta Avimimus portentosus opisana je na osnovu jednog gotovo potpunog skeleta otkrivenog 1981. godine. 1996. godine je otkriven još jedan gotovo potpun skelet, a 2001. godine je opisana još jedna vrsta Avimimus sp. koja se bazira na nekoliko izoliranih kostiju. 2008. godine je otkriveno jedno nalazište u kojem se nalazilo barem 10 primjeraka Avimimusa.

## Opis
Avimimus je bio malen dinosaur dug oko 1,5 m i visok oko 45 cm. Lubanja je bila malena u odnosu na tijelo, iako su mozak i oči bili veliki. Kosti koje su štitile mozak bile su velike. To je također konzistentno s hipotezom da je Avimimus imao proporcionalno velik mozak.
Kao i kod srodnih vrsta, čeljusti Avimimus su izgledale kao kljun kod papige; nije imao zube. Međutim, duž vrha premaksile nalazila su se ispupčenja nalik na zube. Budući da u kljunu Avimimusa nije bilo zuba, moguće je da je bio biljožder ili svežder. Kurzanov je, međutim, smatrao da se Avimimus hranio letećim ili skačućim kukcima, što je prema njegovom mišljenju mogao biti prvi korak prema letu, zato što je zahtijevao mnogo skakanja i tome sličnih pokreta.
Foramen magnum, rupa koja omogućava leđnoj moždini da se poveže s mozgom, bio je proporcionalno velik kod Avimimusa. Condylus occipitalis je, međutim, bio malen, što je još jedan pokazatelj da je lubanja bila relativno lagana. Vrat je bio dug i tanak i sastojao se od barem 12 kralježaka mnogo dužih nego kod drugih oviraptosaura. Križnih kralježaka bilo je 7. Za razliku od oviraptorida i Caenagnathidae, leđni kralješci nisu imali šupljine za zračne vreće, što znači da je Avimimus bio primitivniji.
Prednji udovi bili su kratki, dugi kao jedna trećina zadnjih udova. Kosti ruke bile su spojene, kao i kod ptica, a Kurzanov smatra da je jedan greben na lakatnoj kosti bio mjesto za koje je bilo pričvršćeno perje. Kurzanov je 1987. godine također prijavio prisustvo izbočina za koje je bilo pričvršćeno perje, i iako je Chiappe potvrdio prisustvo izbočina na lakatnoj kosti, njihova funkcija ostala je nerazrašnjena. Kurzanov je bio toliko uvjeren da je za te izbočine bilo pričvršćeno perje da je zaključio da je Avimimus možda mogao letjeti na kratke razdaljine. Danas se smatra da je Avimimus imao perje, ali većina paleontologa ne podržava ideju da je mogao letjeti.
Os ilii je bio usmjeren vodoravno, što je izazivalo vrlo široko kukovlje. Malo se zna o repu, ali po strukturi kukovlja može se zaključiti da je bio dug. Noge su bile vrlo duge i vitke, što možda znači da je Avimimus bio specijaliziran za trčanje. Porporcije kostiju noge također su dokaz da je Avimimus bio brz trkač. Goljenična kost je bila duga u odnosu na bedro, što je osobina životinja prilagođenih trčanju. Na stopalu su se nalazila tri prsta s tankim i šiljastim pandžama.

## Otkriće i vrste
Ostatke Avimimusa pronašli su ruski paleontolozi, a službeno ih je 1981. godine opisao Dr. Sergei Kurzanov. Kurzanov je isprva napisao da su fosili Avimimusa potekli iz formacije Djadokta; međutim, Watabe i kolege su 2006. godine u opisu jednog novog primjerka napomenuli da je Kurzanov vjerojatno pogriješio što se tiče podrijetla i da je vjerojatnije da je Avimimus potekao iz formacije Nemegt. Tipična vrsta je A. portentosus. S obzirom na to da u prvog primjerka nije pronađen rep, Kurzanov je zaključio da ga Avimimus nije ni imao. Međutim, kod drugih primjeraka pronađeni su repni kralješci, što je dokaz da je Avimimus imao rep. Watabe i kolege su 1996. godine pronašli, a 2000. godine opisali jedan gotovo potpun primjerak Avimimusa. Uz to, pronašli su i veći broj otisaka stopala koji su pripadali Avimimusu.
Veliki broj kostiju koje su priključene rodu Avimimus, ali su različite od kostiju vrste A. protentosus možda predstavljaju drugu vrstu, tj. Avimimus sp.
Tim kanadskih, američkih i mongolskih paleontologa, koje je predvodio Phil Currie, 2008. godine je prijavio veliko nalazište fosila Avimimus sp. To nalazište nalazi se u formaciji Nemegt, 10,5 metara iznad formacije Barun Goyot u pustinji Gobi. Tim je prijavio kosti barem deset jedinki Avimimusa, ali moguće je da ih ima više. Sve jedinke bile su ili odrasle ili adolescenti; odrasli su pokazivali malu varijaciju u veličini, što znači da su nastavljali rasti u manjoj mjeri i nakon spolne zrelosti. Kod odraslih je postojao veći stupanj stapanja kostiju kod tarsometatarsusa i tibiotarsusa, a mjesta za koja su bili spojeni mišići također su bila izražena. Tim također smatra da je toliko jedinki pronađeno zajedno zato što su tijekom života bili društveni.

## Klasifikacija
Za rod Avimimus se isprva smatralo da je u vrlo bliskom srodstvu s pticama, s obzirom na to da do tada njegove ptičje osobine tada nisu pronađene kod drugih dinosaura. Kurzanov je smatrao da je Avimimus, a ne poznata "praptica" Archaeopteryx, bio u bliskom srodstvu s direktnim pretkom današnjih ptica, a da Archaeopteryx nije bio tako blizak pticama kao što se to prije smatralo. Međutim, kasnije filogenetske analize srodstva između dinosaura i ptica to nisu potvrdile. Većina današnjih znanstvenika smatra da Avimimus zapravo pripada jednoj raznolikoj grupi dinosaura sličnih pticama koji su primitivniji od Archaeopteryx, a to su oviraptosauri.
Kurzanov je 1981. godine svrstao rod Avimimus u vlastitu porodicu, Avimimidae. Sankar Chatterjee je 1991. godine uspostavio red Avimimiformes u koji je spadao rod Avimimus. Paleontolozi često ne koriste niti jedan od tih naziva, s obzirom na to da sadrže samo jednu vrstu. Novija istraživanja su pokazala da je rod Avimimus najbolje svrstati u Oviraptoridae, u podgrupi Elmisaurinae.

## Vanjske poveznice
- Avimimus na DinoData